# Солодуев, Игорь Васильевич
И́горь Васи́льевич Солоду́ев (15 июня 1918, Москва — 22 августа 2004) — русский советский скрипач, дирижёр и композитор, солист-концертмейстер и дирижёр оркестра Большого театра, народный артист РСФСР (1976).
Сын заслуженного артиста РСФСР валторниста Василия Никаноровича Солодуева, племянник заслуженного деятеля искусств РСФСР гобоиста Николая Солодуева.

## Биография
В 1940 году Игорь Солодуев окончил Московскую консерваторию по классу профессора Льва Цейтлина. Он также занимался композицией у Виссариона Шебалина. С 1940 по 1982 год Солодуев был солистом-концертмейстером симфонического оркестра Большого театра. Помимо работы в оркестре он также занимался камерной, выступая в составе трио вместе с пианистом М. Сахаровым и виолончелистом Фёдором Лузановым, а также концертировал совместно с певицей Надеждой Обуховой.
Игорь Солодуев выступал в Большом театре не только как артист оркестра, но и в роли дирижёра. Среди спектаклей, которыми он дирижировал, балет Родиона Щедрина «Конёк-Горбунок» и опера Михаила Чулаки «Русская сказка». Среди композиторского наследия Игоря Солоуева струнные квартеты, сонаты для скрипки и фортепиано, а также пьесы для духовых инструментов. В 1950 году он вступил в КПСС. В 1951 году награждён орденом «Знак Почёта». В 1958 году Солодуеву было присвоено почётное звание заслуженного артиста РСФСР. В 1976 году Солодуеву было присвоено почётное звание народного артиста РСФСР.